# Dầu thô nhẹ
Dầu thô nhẹ là dầu mỏ lỏng có mật độ thấp và chảy tự do ở nhiệt độ phòng. Nó có độ nhớt thấp, trọng lượng riêng thấp và trọng lực API cao do sự hiện diện của một tỷ lệ cao các phân số hydrocarbon nhẹ. Nó thường có hàm lượng sáp thấp. Dầu thô nhẹ có giá cao hơn dầu thô nặng trên thị trường hàng hóa vì nó tạo ra tỷ lệ xăng và dầu diesel cao hơn khi được chuyển đổi thành sản phẩm bởi một nhà máy lọc dầu.
Nội dung
1 tiêu chuẩn khác nhau
2 Ví dụ về dầu thô nhẹ
Giá 3 Hoa Kỳ
3.1 Giao dịch
4 Xem thêm
5 lưu ý
Tiêu chuẩn khác nhau
Định nghĩa cắt rõ ràng của dầu thô nhẹ và nặng khác nhau vì việc phân loại dựa trên cơ sở thực tế hơn là lý thuyết. Sàn giao dịch hàng hóa New York (NYMEX) định nghĩa dầu thô nhẹ cho dầu nội địa Hoa Kỳ là có trọng lực 37° API (840 kg/m3) và 42° API (816 kg/m3), trong khi nó xác định dầu thô nhẹ -US dầu nằm trong khoảng từ 32° API (865 kg/m3) và 42° API (816 kg/m3). Ủy ban Năng lượng Quốc gia Canada định nghĩa dầu thô nhẹ có mật độ nhỏ hơn 875,7 kg / m3 (trọng lực API lớn hơn 30,1 ° API). Chính phủ Alberta, nơi sản xuất hầu hết dầu ở Canada, không đồng ý và định nghĩa nó là dầu có mật độ nhỏ hơn 850 kg / m3 (API trọng lực lớn hơn 35 ° API) [5] Công ty dầu mỏ của Mexico, Pemex, định nghĩa dầu thô nhẹ nằm trong khoảng từ 27 ° API (893 kg / m3) đến 38 ° API (835 kg / m3). The Mexican state oil company, Pemex, defines light crude oil as being between 27° API (893 kg/m3) and 38° API (835 kg/m3). Sự khác biệt trong định nghĩa này xảy ra do các quốc gia như Canada và Mexico có xu hướng có dầu thô nặng hơn so với thường thấy ở Hoa Kỳ, nơi có các mỏ dầu lớn trong lịch sử sản xuất dầu nhẹ hơn so với các quốc gia khác. Canada cũng sử dụng SI của các đơn vị để đo dầu thay vì các đơn vị thông thường trong ngành dầu mỏ của Mỹ và nhiệt độ cơ sở để tính mật độ khác nhau ở Canada ở 15 °C (59 °F) so với Mỹ ở 60 °F (15,56 °C), dẫn đến các giá trị mật độ hơi khác nhau.